# آرایه لازاروس

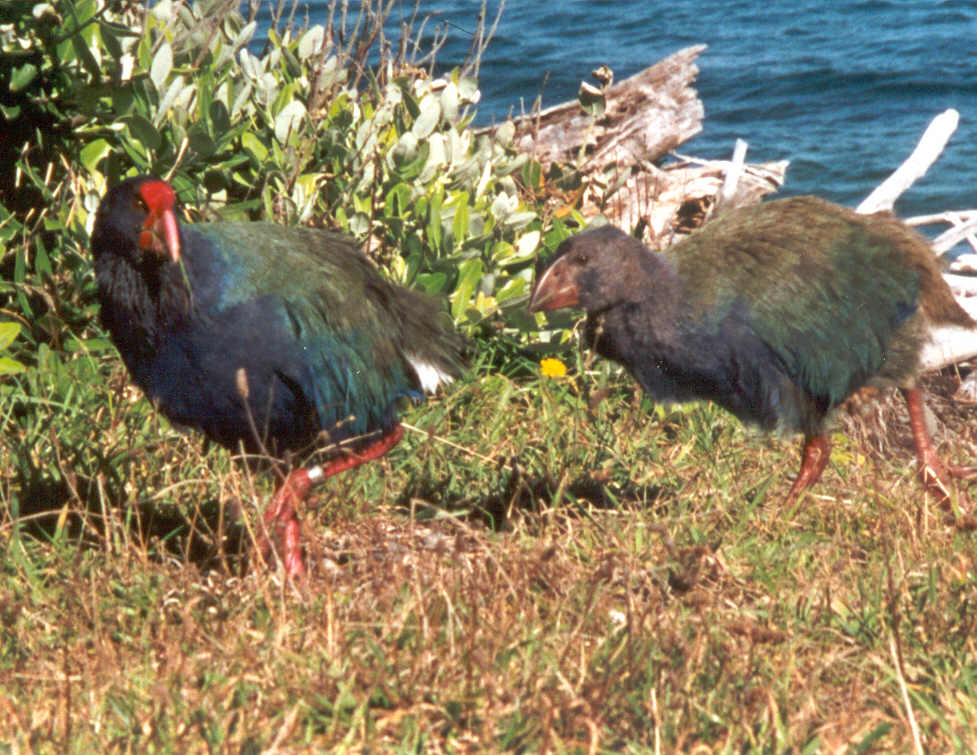
تاکاهه نیوزلند از سال ۱۸۹۸ که در سال ۱۹۴۸ «دوباره کشف شد»، دیده نشده بود.

در دیرینه‌شناسی، آرایه لازاروس (به انگلیسی: Lazarus taxon)، آرایه‌ای است که برای یک یا چند دوره از آثار فسیلی ناپدید می‌شود و سپس دوباره پدیدار می‌شود. به همین ترتیب در زیست‌شناسی حفاظت و بوم‌شناسی، می‌تواند به گونه‌ها یا جمعیت‌هایی اشاره کند که گمان می‌رفت منقرض شده‌اند و دوباره کشف می‌شوند. اصطلاح آرایه لازاروس توسط کارل و. فلسا و دیوید جابلونسکی در سال ۱۹۸۳ و سپس توسط جابلونسکی در سال ۱۹۸۶ ابداع شد. پل ویگنال و مایکل بنتون گونه‌های لازاروس را این‌گونه تعریف کردند: «در زمان‌های بحران زیستی، بسیاری از گونه‌ها منقرض می‌شوند، اما برخی دیگر تنها به‌طور موقت از آثار فسیلی ناپدید می‌شوند، اغلب برای فاصله زمانی اندازه‌گیری شده در میلیون‌ها سال، پیش از اینکه دوباره بدون تغییر ظاهر شوند». کارهای پیشین نیز از این مفهوم پشتیبانی می‌کردند، البته بدون استفاده از نام آرایه لازاروس، مانند کار کریستوفر آر سی پل.
این اصطلاح به داستانی در انجیل یوحنا کتاب مقدس مسیحی اشاره دارد که در آن عیسی مسیح، ایلعازار را از میان مردگان زنده کرد.